# Mountainbiketour Links der Tauber
Die Mountainbiketour Links der Tauber (auf Hinweisschildern auch LT 13) ist ein etwa 40 Kilometer langer Mountainbike-Rundkurs in Tauberbischofsheim im Main-Tauber-Kreis.

## Geschichte
Am 5. Mai 2007 wurde die Mountainbiketour Links der Tauber durch den Tauberbischofsheimer Bürgermeister Wolfgang Vockel am Marktplatzbrunnen der Kreisstadt offiziell eröffnet. Der Tourenverlauf wurde mit roten Hinweisschildern mit der Ziffer LT 13, da es sich um die 13. Mountainbike-Tour im Lieblichen Taubertal handelt, sowie einem weißen Biker gekennzeichnet. Die Tour wurde von Willy Militzer in Kooperation mit der Stadt Tauberbischofsheim sowie dem Kreisforstamt des Main-Tauber-Kreises erarbeitet. Am 22. April 2016 berichtete der SWR in einem Fernsehbeitrag von den Mountainbikestrecken rund um Tauberbischofsheim.

## Strecke

### Profil und Charakteristika
Die Tour verläuft durch Tauberbischofsheim sowie dessen Stadtteile Dittwar, Dittigheim, Bahnhof Dittwar, Dienstadt und Hochhausen zurück nach Tauberbischofsheim immer auf der linken Seite der Tauber. Daher ergibt sich auch der Streckenname Links der Tauber. Der Rundkurs weist auf einer Länge von etwa 40 km rund 840 Höhenmeter auf. Die ausgeschilderte Strecke verläuft auf Radwegen, Waldwegen und Singletrails. Sie ist ganzjährig befahrbar.

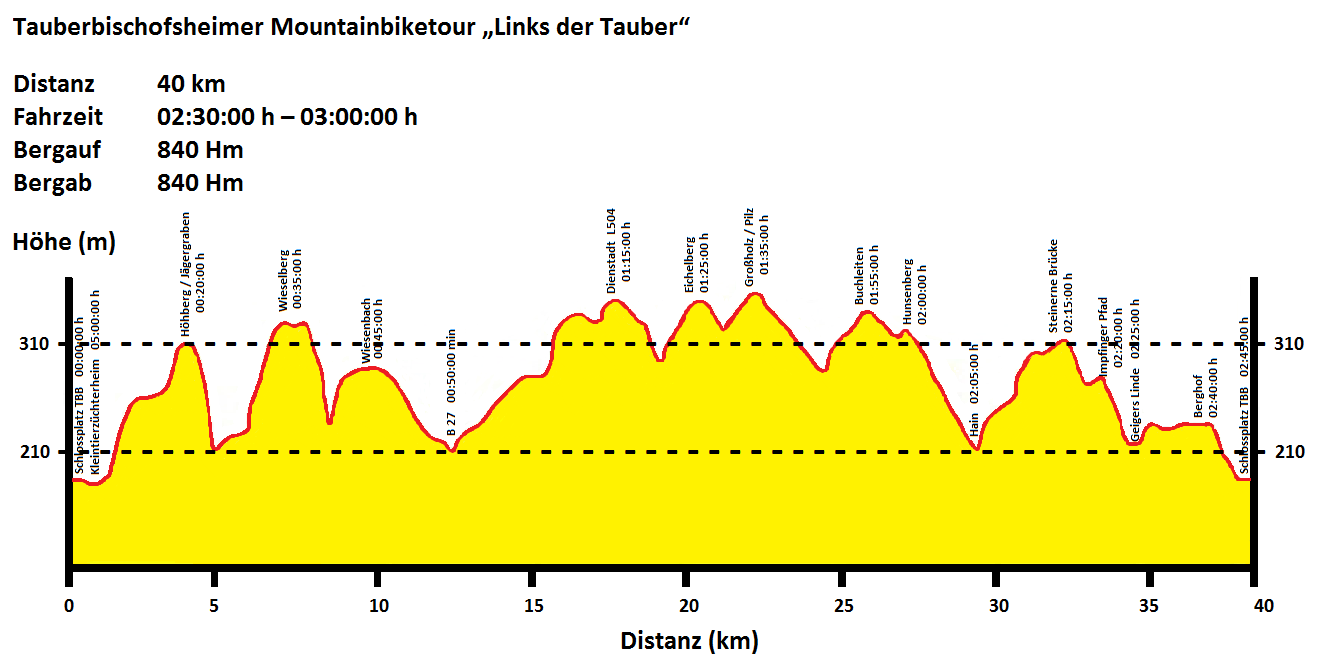
Das Höhenprofil der Mountainbiketour Links der Tauber

### Streckenverlauf
Die Mountainbiketour Links der Tauber beginnt und endet am Schlossplatz beim Kurmainzischen Schloss in Tauberbischofsheim. Die Tour verläuft zum Teil auf Fernwanderwegen wie dem Jakobsweg Main-Taubertal oder dem Panoramaweg Taubertal. Die folgenden Orte und Gemarkungen liegen auf der Tour:

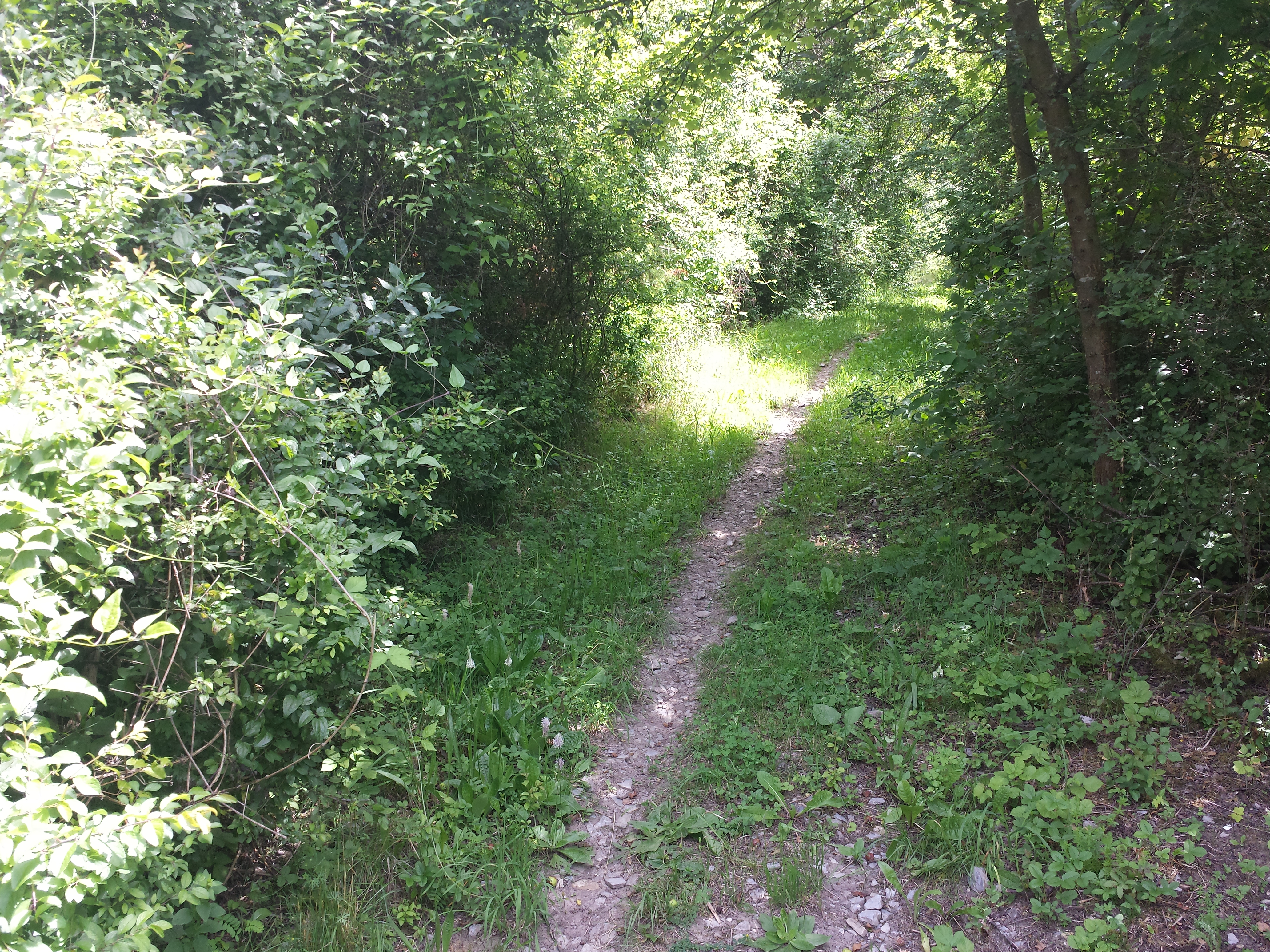
Singletrail im Jägergraben zwischen Tauberbischofsheim und Dittwar

- Tauberbischofsheim, Start am Schlossweg
  - Beginn auf dem Taubertalradweg in Richtung Dittigheim
  - An der Weggabelung Dittigheim/Dittwar in Richtung Dittwar abbiegen
- Dittigheim
  - Aufstieg am Tauberbischofsheimer Kleintierzüchterheim am Höhberg auf Dittigheimer Gemarkung auf einem Zick-Zack-Weg unterhalb der Bismarcksäule
  - Waldweg bis auf eine Anhöhe oberhalb von Hof Steinbach
  - Singletrail im Jägergraben auf den Fahrradweg in Richtung Dittwar
- Dittwar
  - Aufstieg am Götzenberg in Dittwar und Wieselberg zwischen Dittwar und Dittwarer Bahnhof
  - Singletrail am Wieselberg zum Dittwarer Bahnhof
- Bahnhof Dittwar
  - Aufstieg beim Wiesenbach am Dittwarer Bahnhof
  - Waldweg in Richtung Königheim
  - Lange Abfahrt ins Tal zwischen Dittwarer Bahnhof und Königheim
  - Überquerung der Bundesstraße 27 zwischen Dittwarer Bahnhof und Königheim
  - Fahrt im Tal in Richtung Dienstadt
- Dienstadt
  - Aufstieg in Dienstadt
  - Abzweigung an der Kreisstraße 2816 in Richtung Tauberbischofsheim
  - Weiterer Aufstieg in Dienstadt
  - Umquerung eines Waldes und Überquerung der Landesstraße 504 von Tauberbischofsheim nach Külsheim
  - Abfahrt im Wald
  - Singletrail im Wald
  - Fahrt auf Waldwegen bis Höhe Hochhausen
- Hochhausen
  - Aufstieg zum Eichelberg
  - Abfahrt und Aufstieg zum Großholz/Pilz
  - Längere Abfahrt bis Kreisstraße 2880 im Bereich des Apfelberges
  - Anstieg im Bereich Buchleiten
  - Längerer Singletrail bis zum Segelflugplatz im Bereich des Hunsenberges
  - Lange Abfahrt, vorbei am Hunsenberg bis ins Tal am Hain
  - Aufstieg bis zur Steinernen Brücke
  - Abfahrt an der Panzerstraße
  - Aufstieg beim Impfinger Pfad
  - Singletrail rechts der Panzerstraße bis zur Panzerstraße im Laintalgraben
- Tauberbischofsheim
  - Aufstieg rechts der Panzerstraße
  - Vorbei an Geigers Linde
  - Singletrail bis zum Berghof (Internat) des Fecht-Clubs Tauberbischofsheim
  - Abfahrt bis zum Schlossplatz
- Tauberbischofsheim, Ziel am Schlossweg

### Varianten und Anschlüsse
An mehreren Stellen kann die sternförmig um Tauberbischofsheim herum verlaufende Tour abgekürzt oder verlängert werden. Entlang der Tauber kann die Tour auf dem Taubertalradweg fortgesetzt werden. Im Bereich des Tauberbischofsheimer Bismarckturms und in Hochhausen verlaufen zusätzliche Singletrails. Die links der Tauber verlaufende Tour lässt sich auf Fahrrad- und Waldwegen auch auf der rechten Flussseite fortsetzen.

Singletrails im Bereich des Tauberbischofsheimer Bismarckturms
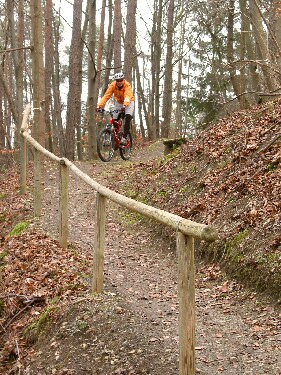
Spitzkehren vom Bismarckturm hinab ins Tal
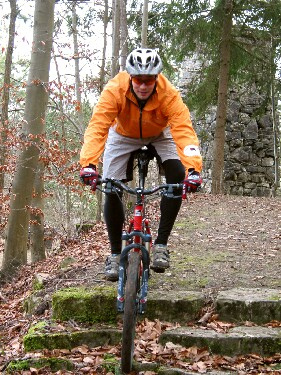
Treppenstufen
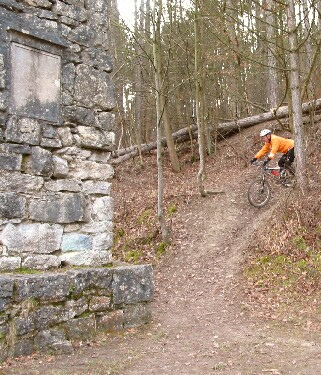
Steiler Trail

## Filme
- Südwestrundfunk: Mobil in Tauberbischofsheim. Radeln im Taubertal. (Video, 3:31 min). 22. April 2016. Ein SWR-Beitrag über die Mountainbikestrecken rund um Tauberbischofsheim.